# سوق رطبة

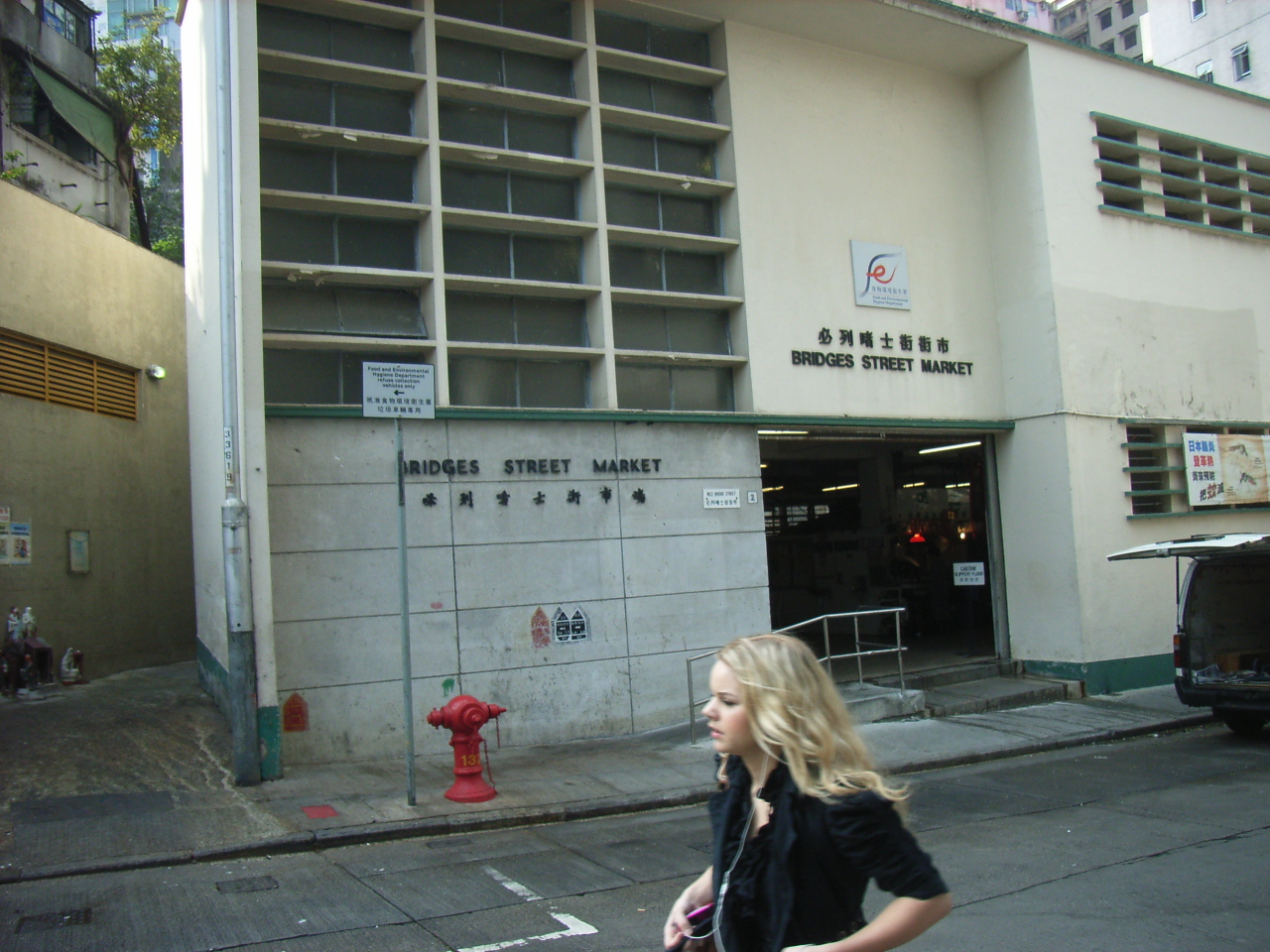
تقع الأسواق الرطبة الآسيوية الحديثة في المباني، على الرغم من أنه لا يزال هناك العديد من الأسواق الرطبة على مستوى الشارع في جميع أنحاء آسيا.

السوق الرطب هو سوق يباع فيها اللحوم الحية والأسماك والمنتجات والسلع الأخرى القابلة للتلف والتي تتميز عن «الأسواق الجافة» التي تبيع السلع المعمرة مثل النسيج والإلكترونيات. الأسواق الرطبة شائعة في شرق آسيا وأمريكا اللاتينية، ولكنها موجودة أيضًا في الأسواق المفتوحة التقليدية في أوروبا وأمريكا الشمالية وأوقيانوسيا.

## أصل الكلمة
نشأ مصطلح «السوق الرطبة» من هونج كونج الإنجليزية ودخل قاموس أكسفورد الإنجليزي في عام 2016.

## الاقتصاد
الأسواق الرطبة هي أقل اعتمادًا على السلع المستوردة نظرًا لصغر حجمها.

## حول العالم

### في الصين

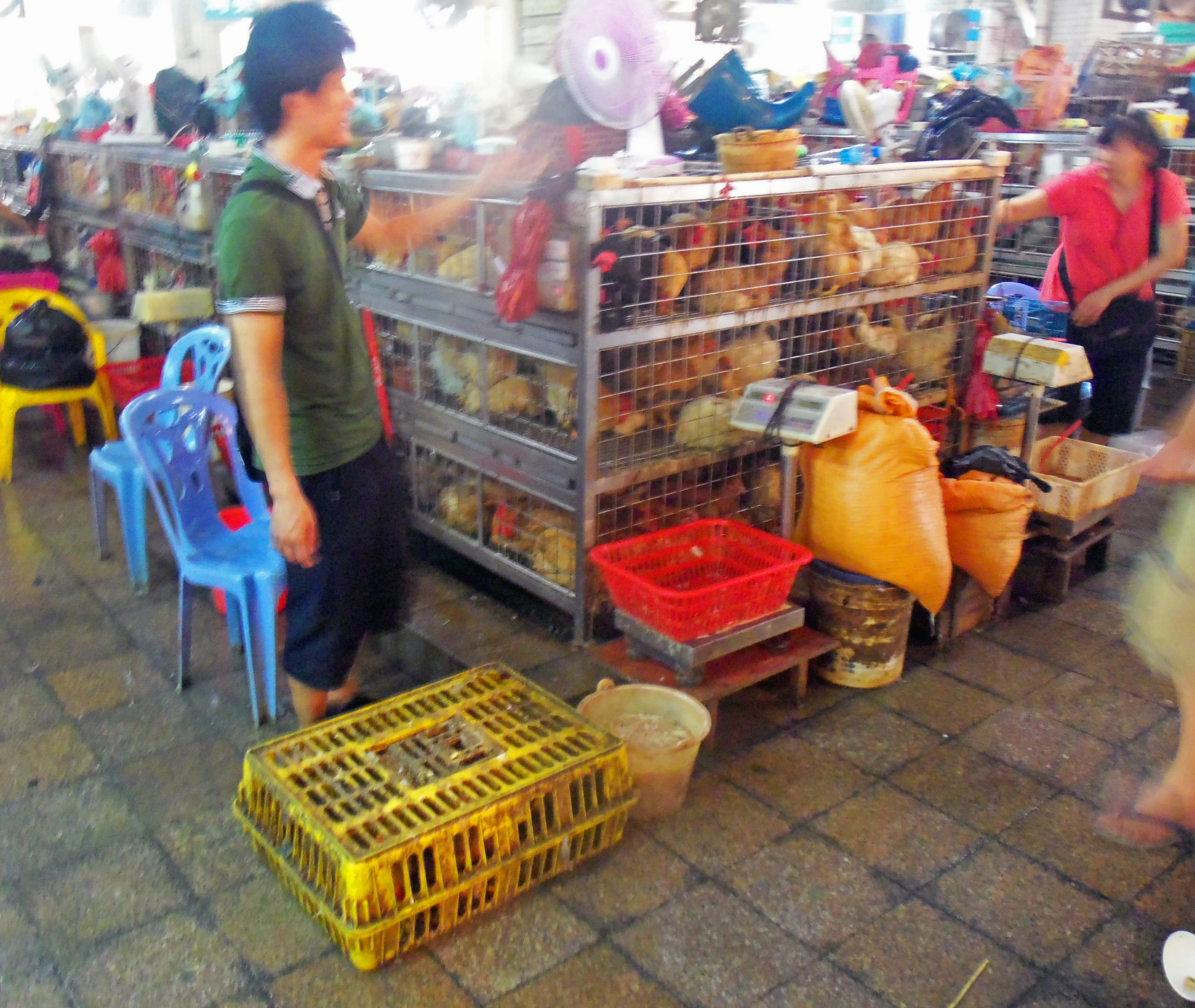
أقفاص الطيور في السوق الرطبة في شنجن، الصين

تم ربط أصل جائحة فيروس كورونا 2019-2020 بسوق هوانان للمأكولات البحرية بالجملة في ووهان، الصين. بعد تفشي فيروس كورونا، تم تقديم مقترحات لحظر تشغيل الأسواق الرطبة التي تبيع الحيوانات البرية (بعضها من الأنواع المهددة بالانقراض) للاستهلاك البشري.

## النظافة
إذا لم يتم الحفاظ على معايير النظافة الصحية، يمكن أن تنشر الأسواق الرطبة الأمراض. بسبب الانفتاح، قد تكون الحيوانات المدخلة حديثًا على اتصال مباشر مع البائعين والجزارين والعملاء. يمكن للحشرات مثل الذباب الوصول بسهولة إلى المنتجات الغذائية. أحيانًا يتم إلقاء الجثث على الأرض ليتم ذبحها. يمكن تتبع حالات تفشي أنفلونزا الطيور والسارس وكوفيد 19 من الحيوانات الحية في الأسواق الرطبة، حيث تزداد احتمالية انتقال الأمراض الحيوانية إلى حد كبير.